# مسجد زنجيرلي
مسجد زنجيرلي ويعرف أيضًا باسم مسجد السلاسل، هو مسجد تاريخي قديم يقع في مدينة سيرس في شمال اليونان.

## الوصف
بني في أواخر القرن السادس عشر ،هندسه المعماري العثماني معمار سنان وهو مماثل لمباني المساجد في نفس الفترة في إسطنبول. 
يقع المسجد في الجنوب الغربي من مدينة سيريس، وهو مسجد متوسط الحجم، يتألف من قاعة مركزية مربعة للصلاة مع رواق مكون من طابقين مع أعمدة على جوانبه الشرقية والشمالية والغربية.
تقع القبلة في الجهة الجنوبية، والمدخل من الجهة الشمالية. وتغطي المساحة المركزية قبة، يقع المنبر في الزاوية الجنوبية الغربية للمبنى وهو مصنوع من الرخام، ويعد أحد أفضل الأمثلة الباقية في اليونان اليوم، يتميز المدخل برواق مدعم بالأعمدة تعلوه قباب صغيرة فوق الفراغات بين الأعمدة.
تم ترميم المسجد في عام 2000، منذ عام 2021 لم يعد مفتوحًا للعبادة.